# Жидков, Анатолий Константинович
Анатолий Константинович Жидков — советский хозяйственный, государственный и политический деятель.

## Биография
Родился в 1924 году в селе Каменный Брод. Член КПСС.
Участник Великой Отечественной войны: стрелок 54-го железнодорожного полка, стрелок, телефонист 1-го, 3-го гвардейских мотострелковых полков ОМСДОН
До 1967 — инженерный и партийный работник на Московском заводе малолитражных автомобилей (АЗЛК).
В 1967—1978 — секретарь парткома ПО по производству малолитражных автомобилей «АЗЛК»
В 1978—1985 — первый секретарь Люблинского районного комитета КПСС города Москвы.
Делегат XXVI съезда КПСС.
Умер в 1988 году в Москве.

## Награды
- Орден Трудового Красного Знамени
- Орден Дружбы народов (16.01.1981)